# أوسكار كغلاندر
أوسكار كغلاندر (8 نوفمبر 1901 – 11 يونيو 1979) هو ملاكم سويدي راحل، مثّل بلاده في الألعاب الأولمبية الصيفية 1928.

## روابط خارجية
أوسكار كغلاندر على موقع أوليمبيديا (الإنجليزية)
- أوسكار كغلاندر على موقع اللجنة الأولمبية السويدية (السويدية)